# Larens Provisorium
Het Larens Provisorium is een zwarte opdruk van 5 cent op een briefkaart van 7½ cent die de directeur van het postkantoor van Laren in 1945 eigenmachtig liet aanbrengen in een oplage van 1000 stuks. Zijn motivatie was de behoefte, kort na het eindigen van WO2, aan briefkaarten die voor 5 cent konden worden verstuurd.
Alhoewel tegen de regels, werd de frankeergeldigheid achteraf toch erkend.
Een exemplaar van deze kaarten werd in 2017 op een postzegelveiling aangeboden voor € 350,00.